# Пастух (фильм)
«Пастух» — советский короткометражный художественный фильм, первая экранизация произведения Михаила Шолохова.

## Сюжет
1920-е годы, донской хутор. Вопреки воле кулаков, хуторяне выбирают пастухом комсомольца Григория Фролова. Углём на кукурузных листьях Григорий пишет в газету заметку о расправе кулаков над председателем исполкома Фёдором Сёмушкиным. Кулаки подстерегают молодого пастуха и убивают его.

## В ролях
- Сергей Дворецкий — Григорий Фролов
- Нина Шорина
- Афанасий Кочетков
- Владимир Коваленко
- Юрий Ильчук
- Александр Карпов
- Николай Голенков
- Александр Жуков

## Фестиваагли и награды
По некоторым данным, на Венецианском кинофестивале 1958 года фильм получил специальный диплом как лучший короткометражный фильм.

## Технические данные
- Премьера на телевидении: 18 июня 1958 года